# Marie-Christine Barraultová
Marie-Christine Barraultová (* 21. března 1944 Paříž) je francouzská herečka.
Pochází z umělecké rodiny, jejím strýcem byl Jean-Louis Barrault. Vystudovala Conservatoire national supérieur d'art dramatique. V roce 1965 debutovala v Théâtre de la Commune ve hře Maxe Frische Andorra. V roce 1969 ji Éric Rohmer obsadil do snímku Moje noc s Maud, od té doby natočila více než sto filmů. Byla partnerkou Pierra Richarda v komedii Roztržitý. Za ztvárnění Marthe v romantickém filmu Bratranec a sestřenice byla nominována na cenu Oscar za nejlepší ženský herecký výkon v hlavní roli. Jako královna Guinevere účinkovala v Rohmerově filmu Percival Galský a zhostila se hlavní ženské role ve válečném dramatu André Delvauxe Žena mezi psem a vlkem. Působila i v USA, kde ji Woody Allen obsadil do role Isobel ve filmu Vzpomínky na hvězdný prach a Robert Lieberman do role Marie ve snímku Stůl pro pět. Hrála také ve filmech Láska v Německu (režie Andrzej Wajda), Swannova láska (režie Volker Schlöndorff) a Ježíš z Montrealu (režie Denys Arcand). V televizním seriálu Marie Curie, une femme honorable ztvárnila titulní roli a získala za ni cenu 7 d'or. Na divadle se objevila v hrách Polední úděl (Paul Claudel), Trojská válka nebude (Jean Giraudoux) nebo Kokosový ořech (Marcel Achard). Věnovala se také dabingu a nahrávání audioknih.
Jejím prvním manželem byl producent Daniel Toscan du Plantier a druhým manželem režisér Roger Vadim. Vydala autobiografickou knihu Ce long chemin pour arriver jusqu'à toi. Získala Řád čestné legie a ve městě Wasquehal je po ní pojmenováno kino.